# İstiklâl Marşı

İstiklâl Marşı is het volkslied van Turkije. Het is officieel aangenomen op 12 maart 1921. Het is ook het volkslied van de Turkse Republiek Noord-Cyprus.

## Geschiedenis
De tekst van het Turkse volkslied werd geschreven door Mehmet Akif Ersoy tijdens de Turkse Onafhankelijkheidsoorlog (1919-1922). 
Na de oprichting van de Turkse republiek werd de bijbehorende muziek gecomponeerd door Osman Zeki Üngör.

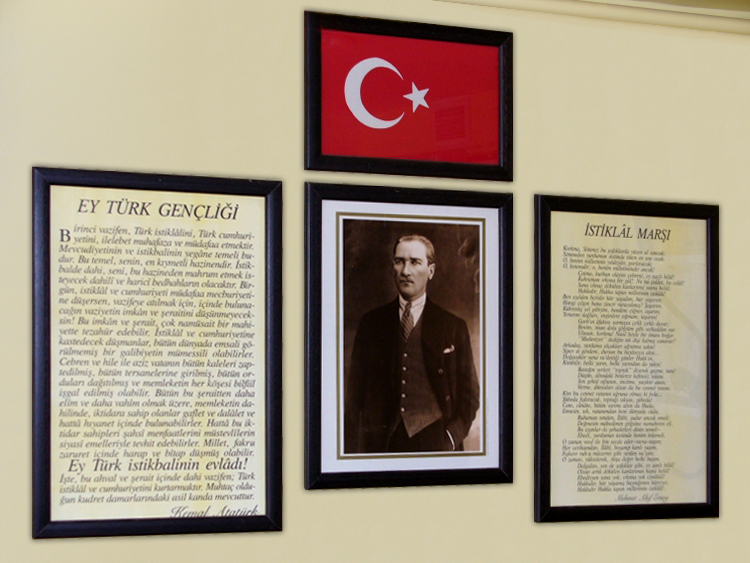
In Turkse schoolklassen hangen deze vier zaken aan de wand: de vlag van Turkije, een portret van Kemal Atatürk, het volkslied İstiklâl Marşı en een speech van Atatürk aan Turkse jongeren

## Tekst

### Origineel
De originele tien coupletten:
Korkma, sönmez bu şafaklarda yüzen al sancak;
Sönmeden yurdumun üstünde tüten en son ocak.
O benim milletimin yıldızıdır, parlayacak; 
O benimdir, o benim milletimindir ancak.
Çatma, kurban olayım, çehreni ey nazlı hilâl
Kahraman ırkıma bir gül!... Ne bu şiddet bu celâl
Sana olmaz dökülen kanlarımız sonra helâl, 
Hakkıdır, hakk’a tapan, milletimin istiklâl!
Ben ezelden beridir hür yaşadım, hür yaşarım.
Hangi çılgın bana zincir vuracakmış? Şaşarım
Kükremiş sel gibiyim, bendimi çiğner, aşarım; 
Yırtarım dağları, enginlere sığmam, taşarım.
Garbın afakını sarmışsa çelik zırhlı duvar,
Benim iman dolu göğsüm gibi serhaddim var.
Ulusun, korkma! Nasıl böyle bir imanı boğar. 
Medeniyyet!“ dediğin tek dişi kalmış canavar
Arkadaş! Yurduma alçakları uğratma, sakın!
Siper et gövdeni, dursun bu hayasızca akın.
Doğacaktır sana va´dettiği günler Hakk´ın; 
Kim bilir, belki yarın, belki yarından da yakın.
Bastığın yerleri "toprak“ diyerek geçme, tanı!
Düşün, altındaki binlerce kefensiz yatanı.
Sen şehit oğlusun, incitme, yazıktır, atanı; 
Verme, dünyaları alsan da, bu cennet vatanı.
Kim bu cennet vatanın uğruna olmaz ki feda?
Şüheda fışkıracak toprağı sıksan, şüheda!
Canı, cananı, bütün varımı alsın da Hüda, 
Etmesin tek vatanımdan beni dünyada cüda.
Ruhumun senden, ilahi, şudur ancak emeli;
Değmesin mabedimin göğsüne na-mahrem eli!
Bu ezanlar-ki şahadetleri dinin temeli, 
Ebedi yurdumun üstünde benim inlemeli
O zaman vecd ile bin secde eder -varsa- taşım
Her cerihamdan, ilahi, boşanıp kanlı yaşım,
Fışkırır ruh-i mücerred gibi yerden na´şım; 
O zaman yükselerek arşa değer belki başım!
Dalgalan sen de şafaklar gibi ey şanlı hilal;
Olsun artık dökülen kanlarımın hepsi helal!
Ebediyen sana yok, ırkıma yok izmihlal. 
Hakkıdır, hür yaşamış bayrağımın hürriyet;
Hakkıdır, Hakk’a tapan milletimin istiklal!

### Nederlandse vertaling
Vrees niet, het vaandel dat wappert aan de horizon zal niet doven,
voordat de allerlaatste haard die brandt in mijn vaderland dooft.
Het is de ster van mijn volk, het zal schitteren,
het is van mij, behoort enkel mijn volk toe
Frons niet, ik smeek u, o terughoudende sikkel maan,
lach mijn heldhaftige ras toe! Waarom zulk geweld, waarom zulke blaam?
Anders zal ons bloed, vergoten voor jou, jou niet toekomen.
Onafhankelijkheid is het recht van mijn godvrezende volk.
Ik was vrij vanaf het begin en zal het altijd zijn.
Welke dwaas zal me vastketenen? Verbaast mij!
Ik ben als een brullende vloed: krachtig en onafhankelijk.
Ik zal bergen verscheuren, ik zal de oneindigheid overtreffen, en dan nog zal ik komen!
Al omringt een stalen pantsermuur de westelijke horizon,
Ik heb een bastion in mijn hart vol van geloof!
Je bent machtig, vrees niet! Hoe kan het tandeloze monster,
Dat je "beschaving" noemt; jouw geloof  en wilskracht ondermijnen?
Mijn vriend! Laat mijn geboorteland niet in de handen van gemene mensen!
Geef uw borst als pantser! Houd deze beschamende stormloop tegen!
Want snel zal de dag van de goddelijke belofte komen.
Wie weet het? Misschien morgen? Misschien nog wel eerder dan morgen!
Zie niet de grond waar u op loopt als zuivere aarde,
maar denk over de duizenden onder u die er liggen, zonder een lijkwade.
U bent de edele zoon van een martelaar, behoud de traditie, kwets niet uw voorvader!
Zelfs wanneer u werelden worden beloofd, geef dit paradijs van een geboorteland niet op.
Wie zal niet willen sterven voor dit hemelse vaderland?
Martelaren zullen stromen van de grond als je de grond uitdrukt! Martelaren!
God mag al mijn geliefden en al mijn bezit nemen als Hij wil.
Maar laat Hem mij niet van mijn enige echte vaderland op deze wereld beroven.
De enige smeekbede van mijn ziel aan U, Ο God, is dit:
laat geen vreemde hand de borst van mijn heiligdom bezoedelen.
Laten deze gebedsoproepen, waarvan de belijdenissen de kern van het geloof zijn,
eeuwig over mijn vaderland weerklinken,
Dan zal mijn grafsteen, als er een is, duizenden keren met zijn voorhoofd de aarde raken (zoals in salaat) in geestvervoering.
O God, tranen van bloed stromen uit mij, uit iedere wond,
Mijn lijk zal van de aarde stromen als een geest,
en dan zal ik wellicht opstijgen en de hemel bereiken.
Wapper als de dagende hemel, o roemrijke halve maan,
zodat eindelijk al mijn vergoten bloed waardig kan zijn!
Nooit zul jij, noch mijn natie vernietigd worden!
Vrijheid is het recht van mijn altijd vrij geleefde vlag;
onafhankelijkheid is het recht van mijn godvrezende volk!